# South Charleston (Ohio)
South Charleston es una villa ubicada en el condado de Clark en el estado estadounidense de Ohio. En el Censo de 2010 tenía una población de 1693 habitantes y una densidad poblacional de 509,09 personas por km².

## Geografía
South Charleston se encuentra ubicada en las coordenadas 39°49′29″N 83°38′38″O / 39.82472, -83.64389. Según la Oficina del Censo de los Estados Unidos, South Charleston tiene una superficie total de 3.33 km², de la cual 3.33 km² corresponden a tierra firme y (0%) 0 km² es agua.

## Demografía
Según el censo de 2010, había 1693 personas residiendo en South Charleston. La densidad de población era de 509,09 hab./km². De los 1693 habitantes, South Charleston estaba compuesto por el 97.58% blancos, el 0.35% eran afroamericanos, el 0% eran amerindios, el 0.12% eran asiáticos, el 0% eran isleños del Pacífico, el 0.41% eran de otras razas y el 1.54% pertenecían a dos o más razas. Del total de la población el 0.89% eran hispanos o latinos de cualquier raza.